# Paectes pseudopsis
Paectes pseudopsis är en fjärilsart som beskrevs av Walker 1858. Paectes pseudopsis ingår i släktet Paectes och familjen nattflyn. Inga underarter finns listade i Catalogue of Life.